# Maoritomella eva
Maoritomella eva é uma espécie de gastrópode do gênero Maoritomella, pertencente a família Borsoniidae.